# Nedo Farcic
Nedeljko "Nedo" Farcic, född 12 oktober 1941 i Jugoslavien, sedermera svensk medborgare. Idrottsman (långdistanslöpare). Han tävlade i Sverige för Västerås IK.
Farcic tävlade för Jugoslavien vid OS i Mexico 1968 där han kom nia på 10 000 meter och även var med i maratonloppet men där bröt.
Redan 1967 tävlade han dock, utan att vara svensk medborgare, vid de svenska mästerskapen och tog där silvermedalj på 5 000 meter. 
Farcic vann senare (vid detta lag som svensk) SM-guld på 10 000 meter, 30 000 meter och i maratonlöpning år 1970.